# Alfred Schuchart
Alfred Schuchart SAC (* 6. Januar 1935 in Dingelstädt) ist ein deutscher Theologe.

## Leben
Nach dem Abitur 1956 am Städtischen Gymnasium Limburg an der Lahn trat in die Gesellschaft vom Katholischen Apostolat ein. Das Noviziat (1956–1958) absolvierte er in Olpe. Nach dem Studium (1958–1963) der Philosophie und Theologie an der PTH Vallendar studierte er von 1963 bis 1968 Pastoraltheologie an der Julius-Maximilians-Universität Würzburg, wo 1969 zum Dr. theol. promoviert wurde. Von 1969 bis 1974 war er Dozent für Pastoraltheologie an der PTH Vallendar, wo er von 1974 bis zur Emeritierung 2003 als Professor für Pastoraltheologie lehrte. Das Studium (1978–1983) der Pädagogik/Andragogik an der Universität Münster schloss er 1983 mit der Diplom-Hauptprüfung in Pädagogik/Andragogik ab. Von 1983 bis 2003 war er Dozent für Erwachsenenbildung an der PTH Vallendar. Von 1973 bis 1975 war er Mitglied im Leitungsteam des Theologisch-Pastoralen Instituts (TPI) für berufsbegleitende Fortbildung, Mainz. Von 1976 bis 1985 war er pädagogischer Mitarbeiter im Institut für Wissenschaftliche Weiterbildung der PTH Vallendar. Seit 1985 leitet er das Institut für Wissenschaftliche Weiterbildung. Seit 2003 steht er der Bibliothek der PTH Vallendar vor.

## Schriften (Auswahl)
- Der "Pastor bonus" des Johannes Opstraet. Zur Geschichte eines pastoraltheologischen Werkes aus der Geisteswelt des Jansenismus (= Trierer Theologische Studien. Band 26). Paulinus-Verlag, Trier 1969, ISBN 3-7902-0026-3 (zugleich Dissertation, München 1969).
- als Herausgeber mit Manfred Probst: Kirche auf dem Weg zur Communio. Internationale Erfahrungen und Reflexionen (= Glaube, Wissen, Wirken, Band 14). Lahn-Verlag, Limburg 1990, ISBN 3-7840-2015-1.
- als Herausgeber mit Hans Heinrich Lechler: Sich einmischen. Engagiert für Gemeinde, Erwachsenenbildung, Gesellschaft. Festgabe für Ernst Leuninger zum 60. Geburtstag am 5. November 1993. Knecht, Frankfurt am Main 1993, ISBN 3-7820-0682-8.
- als Herausgeber mit Reinhard Hohmann: Kirchliche Erwachsenenbildung von "innen" und von "außen" betrachtet. Erträge eines Werkstattgesprächs im Institut für Wissenschaftliche Weiterbildung der Philosophisch-Theologischen Hochschule Vallendar am 27./28. Februar 1998 (= EB-Buch, Band 13). Echter, Würzburg 1998, ISBN 3-429-02076-X.